# Dendrobium densiflorum
Dendrobium densiflorum je rostlina z čeledi vstavačovité, pocházející z východní a jihovýchodní Asie. Je příslušníkem širokého rodu Dendrobium, zahrnujícího na 1200 druhů. Jedná se o stálezelenou, dlouhokvetoucí orchidej, pěstovanou jako okrasná rostlina i v pokojových podmínkách. Zpravidla žluté či oranžové květy mají průměr cca 3 cm.

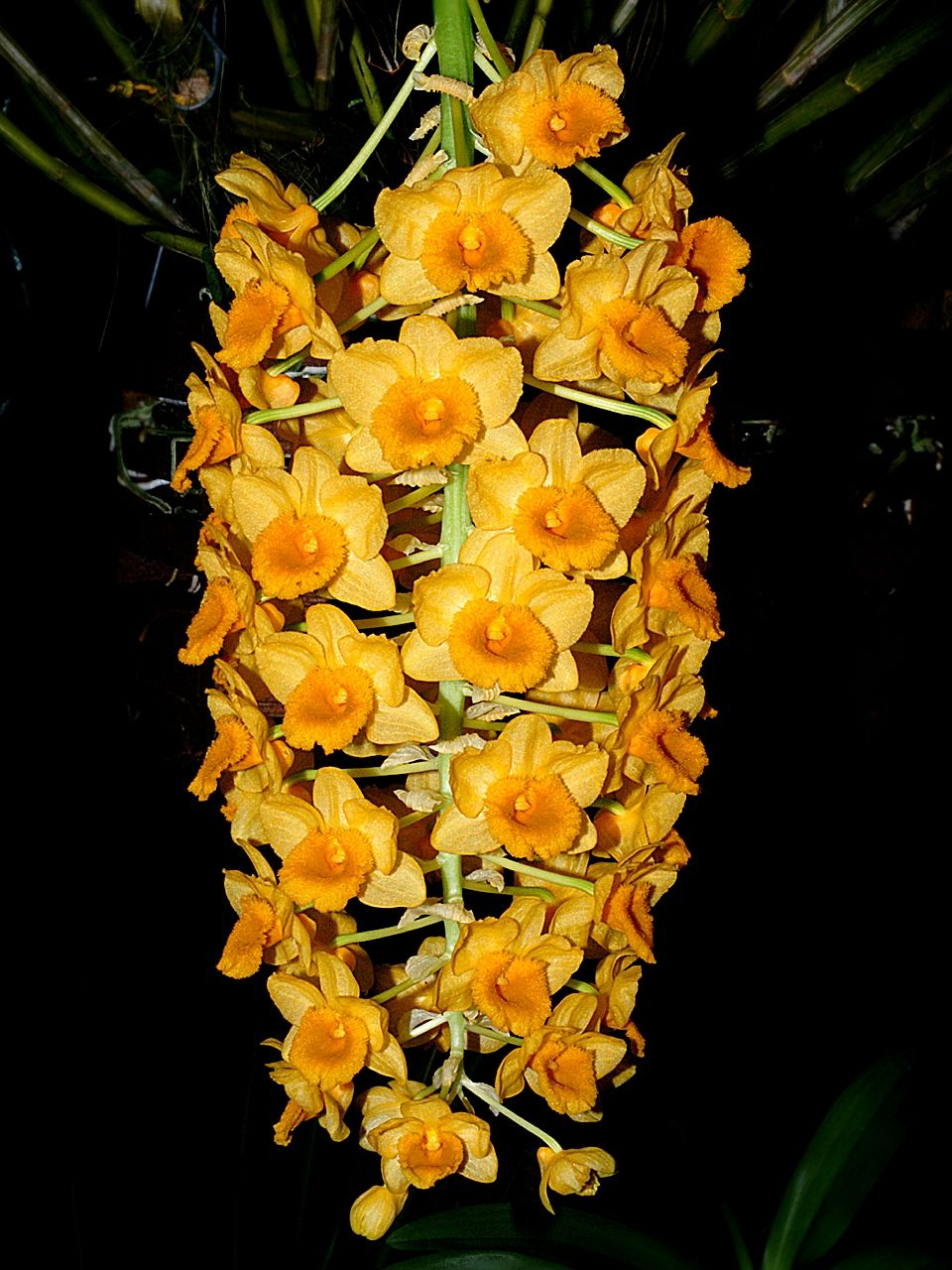
Detail květenství